# Leonid Kravtchouk
Pour les articles homonymes, voir Kravtchouk.
Leonid Makarovytch Kravtchouk (en ukrainien : Леонід Макарович Кравчук) est un homme d’État ukrainien né le 10 janvier 1934 à Żytyń Wielki (en) (anciennement en Pologne, de nos jours en Ukraine) et mort le 10 mai 2022 à Munich (Allemagne), président de l'Ukraine de 1991 à 1994.
Après un doctorat d'économie, il entre au Parti communiste d'Ukraine, dont il gravit les échelons. Il devient membre du comité suprême du Parti communiste de l'Union soviétique et numéro deux du Parti communiste d'Ukraine, chargé de l'idéologie.
Il est le dernier dirigeant de la république socialiste soviétique d'Ukraine, de 1990 à 1991. Face à l'effondrement de l'Union soviétique à la fin des années 1980, cet apparatchik du régime soviétique se rallie à la cause nationaliste ukrainienne par pragmatisme. Ses origines ukrainiennes et sa connaissance des rouages du régime en place en font apparemment l'homme idéal pour mener la périlleuse transition de l'Ukraine vers l'indépendance et la démocratie. Aussi après l’indépendance de l’Ukraine en 1991, il en devient le premier président, remportant une élection présidentielle face au centriste Viatcheslav Tchornovil.
Leonid Kravtchouk doit faire face à d'énormes défis durant son mandat de président : définir une constitution, maintenir l'indépendance de l'Ukraine face à une Russie qui tente de prendre l'ascendant sur les États issus de l'éclatement de l'Union soviétique, reconstruire l'ensemble de l'appareil administratif, gérer une transition économique particulièrement douloureuse du fait de l'imbrication des économies ukrainienne et russe. En pratique, Kravtchouk, qui dispose de pouvoirs importants dans le cadre d'un régime quasi-présidentiel, opte pour le statu quo en maintenant à leur place les anciens dirigeants communistes dans tous les postes clés : au sein du parti au pouvoir, à la tête des régions et dans les ministères concernés par la politique industrielle. Homme de consensus dans un contexte qui aurait nécessité une poigne de fer, il ne parvient pas à imposer les réformes nécessaires et à faire voter une Constitution. Il œuvre néanmoins pour un rapprochement avec l'Union européenne. Il est battu par Leonid Koutchma à l'élection présidentielle de 1994.

## Biographie

### Enfance, formation et carrière (à partir de 1934)
Leonid Kravtchouk nait le 10 janvier 1934 à Velykyi Jytyn (uk) (région de Rivne) en Volhynie qui fait partie à l'époque de la Pologne et se situe aujourd'hui en Ukraine. Alors qu'il est âgé de 5 ans, la Volhynie est annexée par l'Union soviétique à la suite de l’invasion de la Pologne, conformément aux dispositions du Pacte germano-soviétique.
Après la guerre, il fait des études d'économie et soutient une thèse de doctorat en 1958 à l’université de Kiev. En 1970, il sort de l'Académie des sciences sociales du Comité central du PCUS. Il est professeur au collège financier de Tchernivtsi de 1958 à 1960 et consultant-didacticien de 1960 à 1967.

### Ascension au Parti communiste (1970-1980)
Entre 1970 et 1988, Leonid Kravtchouk est successivement chef de secteur, inspecteur, adjoint du secrétaire, sous-chef du département puis chef du département de l'agitation et de la propagande du Comité central du Parti communiste d'Ukraine. En 1980, il devient membre du Comité central du Parti communiste de l'Union soviétique, la plus haute instance dirigeante de l'Union soviétique tandis qu'en Ukraine il devient le numéro 2 du parti, chargé de l'idéologie.

### Transition vers l’indépendance (1986-1991)
Alors que la politique de la glasnost de Gorbatchev secoue l’URSS et en particulier l'Ukraine où le mouvement nationaliste ukrainien prend son essor, Leonid Kravtchouk, grâce à ses origines (la Volhynie est en effet le foyer du nationalisme ukrainien) et son rôle dans le parti, parvient à s'imposer comme intermédiaire entre le régime en place et le Rukh, parti créé à la fin des années 1980 qui incarne ce mouvement nationaliste ukrainien. Dans la tourmente, cet homme de parti est l'incarnation d'une transition modérée. Alors qu'il avait adopté le mouvement de réforme lancé par Gorbatchev, il prend ses distances avec ce dernier en 1990 lorsque celui-ci tente de se maintenir à la tête de l'Union soviétique.
Leonid Kravtchouk est élu député de la Rada d'Ukraine (Parlement) en mars 1990 dans le district électoral de Yampil n° 39 (région de Vinnytsia). Le 23 juillet 1990, il devient président du Conseil suprême de la république socialiste soviétique d'Ukraine. De 1990 à 1991, il préside la Rada et fait face aux émeutes de la Révolution de granite. Au printemps 1991, Gorbatchev, qui tente de reconstituer un État fédéral soviétique, se heurte à des difficultés que les responsables ukrainiens considèrent comme rédhibitoires. L'indépendance de l'Ukraine semble inéluctable et Kravtchouk se rallie par pragmatisme à la cause nationaliste. Le 19 août 1991, il annonce son départ du Parti communiste de l'Union soviétique (PCUS).
Après la déclaration d'indépendance de l’Ukraine le 24 août 1991 à la suite d'une tentative de putsch manquée à Moscou, il devient le premier président de la Rada d’Ukraine (Parlement national) jusqu’au 5 décembre 1991.
En tant que dernier dirigeant de la république socialiste soviétique d'Ukraine, il est l'un des artisans de la dislocation de l'URSS, puisqu'il est l'un des trois signataires avec ses homologues de Russie et de Biélorussie, Boris Eltsine et Stanislaw Chouchkievitch, de la déclaration mettant fin à l'existence de l'Union et qui fait suite à l'échec du putsch de Moscou visant à renverser le régime en place et à remettre un pouvoir fort à la tête de l'Union soviétique.

### Président de l'Ukraine après l'indépendance

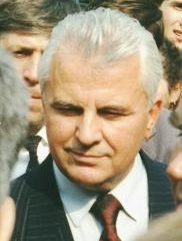
Leonid Kravtchouk en 1992.

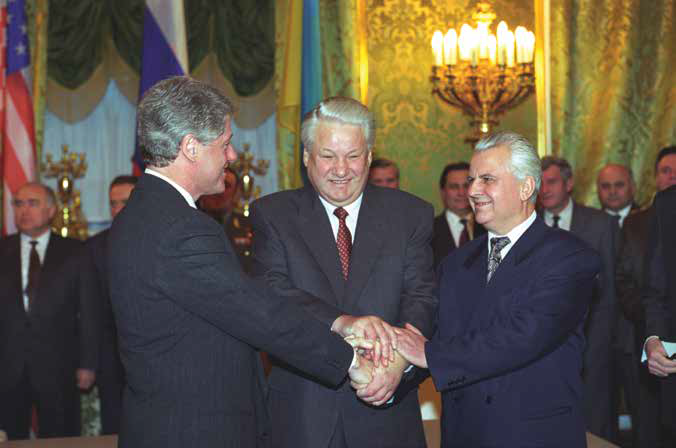
Les présidents Bill Clinton, Boris Eltsine et Leonid Kravtchouk en 1994.

Le 1er décembre 1991 Leonid Kravtchouk est élu président de l'Ukraine à l’issue de la première élection présidentielle au suffrage universel direct avec 61,6 % des suffrages au premier tour. Il devient ainsi, le 5 décembre suivant, le premier président de l'Ukraine indépendante. Sa cérémonie d'investiture n'a lieu que huit mois plus tard, le 22 août 1992.
Kravtchouk doit faire face à de nombreux défis : définir une constitution, maintenir l'indépendance de l'Ukraine face à une Russie qui tente de prendre l'ascendant sur les états issus de l'éclatement de l'Union soviétique, reconstruire l'ensemble de l'appareil administratif, gérer une transition économique particulièrement douloureuse du fait de l'imbrication des économies ukrainienne et russe. La rédaction de la constitution voit s'affronter l'exécutif et le législatif sur les pouvoirs du président et les mécanismes d'arbitrage entre législatif et exécutif. Les partisans d'un pouvoir fort et centralisé (régime présidentiel) permettant de mener à bien les réformes économiques s'opposent à ceux d'un président aux pouvoirs limités. Comme dans les autres pays issus de l'éclatement de l'Union soviétique ce sont les partisans d'un pouvoir présidentiel fort qui l'emportent. Dès février 1992, alors que l'Ukraine est toujours géré dans le cadre de l'a constitution de 1978, une loi votée accorde au président le droit de créer de nouveaux organes d'état, accroit son pouvoir réglementaire et lui permet de renvoyer les ministres. La nomination du premier ministre reste toutefois soumis à l'approbation du Parlement qui peut par ailleurs suspendre les actes réglementaires et renvoyer le gouvernement. Deux projets de constitution sont repoussés durant le mandat de Kravtchouk  mais fin 1993 le choix d'un régime semi-présidentiel semble faire consensus.
Dans de nombreux domaines Kravtchouk, homme de consensus dans un contexte qui aurait nécessité une poigne de fer, opte pour le statu quo. Pour les observateurs extérieurs le mandat de Kravtchouk est une période d'immobilisme. Il maintient à leur place les anciens dirigeants communistes dans tous les postes clés : au sein du parti au pouvoir, à la tête des régions et dans les ministères concernés par la politique industrielle. il ne parvient pas à imposer les réformes nécessaires et à faire voter une constitution. Le futur du régime se dessine en fait autour du premier ministre Leonid Koutchma qui est soutenu par les "directeurs rouges" (Koutchma faisant lui même partie de cette corporation), anciens patrons des grandes entreprises industrielles qui sont alliés aux responsables des ministères chargé de l'économie.
Dès les premiers jours de son mandat, Kravtchouk fait du resserrement des liens avec l'Europe une priorité de sa politique étrangère. Un des objectifs de cette politique est de prendre de la distance avec la Russie avec laquelle l'Ukraine indépendante est en conflit sur plusieurs sujets : ce sont notamment le statut de la Crimée, région majoritairement russophone et rattachée récemment à l'Ukraine ; la question du contrôle de la flotte de la mer Noire basée à Sébastopol (en Crimée). Par ailleurs, les responsables ukrainiens veulent s'émanciper de la Russie et refusent à ce titre la proposition d'espace eurasien de la Russie qui constitue, selon eux, une menace pour l'indépendance de l'Ukraine. Ils souhaitent suivre la voie des autres pays du bloc communiste qui, à la suite de la chute du mur de Berlin et des régimes communistes d’Europe centrale et orientale, se sont pour la plupart rapprochés de l'Europe occidentale en tournant le dos à Moscou. En application de cette politique, Leonid Kravtchouk effectue une tournée des capitales européennes et signe des traités d'amitié avec la Hongrie et la Pologne, anciens régimes communistes. Après avoir entamé des discussions en 1993, un accord de partenariat et de coopération est signé avec l'Union européenne en juin 1994. Cet accord, entré en vigueur en 1998, a pour objectif de développer le dialogue politique et favoriser la coopération dans les domaines économiques, financiers, culturels et de soutenir la consolidation démocratique ainsi que la transition économique. Dans le cadre de son programme de soutien aux nouveaux régimes issus de l'effondrement de l'Union soviétique, l'Union européenne verse 1,8 milliard d’euros d'aides financières à ces derniers entre 1991 et 2003
Leonid Kravtchouk brigue un second mandat de président en 1994. Le thème majeur de  l’élection présidentielle anticipée est l'orientation de la politique étrangère. Kravtchouk, le pro-européen, affronte Leonid Koutchma, ancien Premier ministre qui prône, au nom du pragmatisme, un rapprochement avec Moscou. Selon Koutchma, la rupture des liens avec la Russie, et plus généralement avec l'espace eurasien proposé par Moscou, est à l'origine du déclin économique de l'Ukraine car c'est dans cet espace eurasien que se trouvent les clients et les fournisseurs de l'Ukraine. Kravtchouk se prononce en faveur de la location du port de Sébastopol à la flotte russe et pour un statut officiel de la langue russe. Mais Kravtchouk perd au second tour en ne recueillant que 45,1 % des voix.

### Activités après la présidence

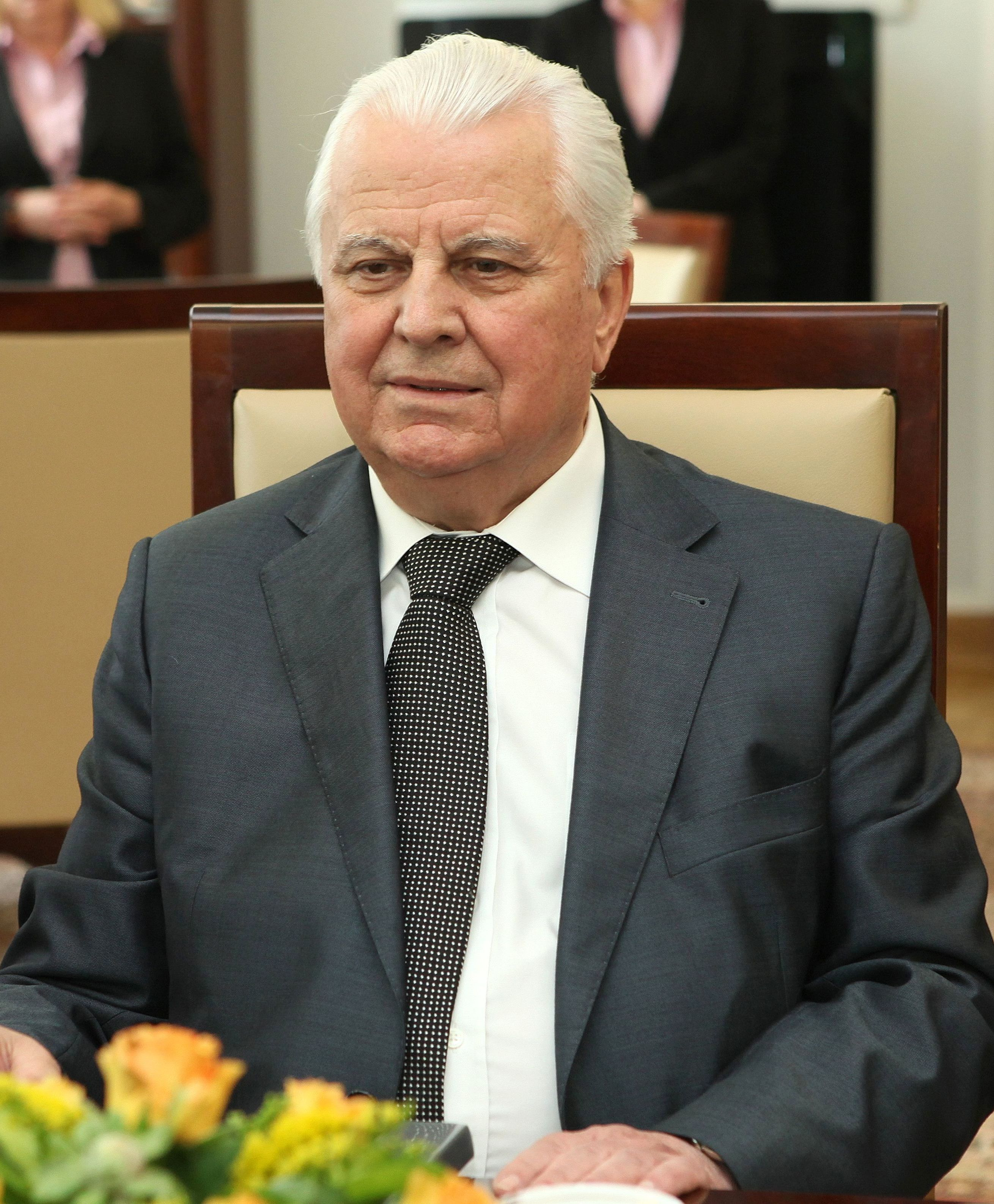
Leonid Kravtchouk en visite au Sénat polonais en 2013.

En septembre 1994, Leonid Kravtchouk est élu député de la Rada dans le district électoral de Terebovlia no 364 (région de Ternopil), puis est réélu en 1998. Il rejoint le Parti social-démocrate d'Ukraine (unifié), dont il devient président du groupe parlementaire associé et membre de son bureau politique.
Tête de liste du bloc d'opposition « Ne Tak (en) » aux élections législatives de 2006, il n'est pas réélu à la Rada. Par la suite, il participe à des tables rondes et médiations visant à réconcilier les parties adverses dans des affrontements politiques,,.

### Mort et funérailles nationales
Leonid Kravtchouk meurt à Munich en Allemagne le 10 mai 2022 à l'âge de 88 ans en pleine invasion de l'Ukraine par la Russie. Sa mort est annoncée par Vitali Klitschko, le maire de la capitale. Ses funérailles nationales ont lieu le 17 mai suivant à la Maison de l'Ukraine, à Kiev. Le président en exercice Volodymyr Zelensky, son épouse Olena, les anciens présidents Leonid Koutchma, Viktor Iouchtchenko, et Petro Porochenko, et un certain nombre de responsables politiques assistent à la cérémonie funéraire. L'ancien président Leonid Kravtchouk est enterré au cimetière Baïkov, situé dans le sud de la capitale ukrainienne.